# Adail Vettorazzo
Adail Vettorazzo (São José do Rio Preto, 10 de março de 1932) foi um professor, odontólogo e político brasileiro, outrora deputado federal por São Paulo.

## Dados biográficos
Filho de João Batista Vettorazzo e Adalgisa de Morais Vettorazzo. Professor formado em 1950 pelo Instituto de Educação Valentim Gentil, em Itápolis, e odontólogo formado na Universidade Estadual Paulista em Araraquara em 1953, ingressou no PSD e fez carreira em São José do Rio Preto, onde elegeu-se vereador em 1963, chegando à presidência da Câmara Municipal. Quando o Regime Militar de 1964 impôs o bipartidarismo,  optou pela ARENA e foi eleito sucessivamente prefeito de São José do Rio Preto em 1968, deputado estadual em 1974 e novamente prefeito do referido município em 1976.
Com extinção do bipartidarismo em 1979, seguiu rumo ao PDS, elegendo-se deputado federal em 1982. Durante o seu mandato, ausentou-se na votação da Emenda Dante de Oliveira em 1984 e votou em Paulo Maluf no Colégio Eleitoral em 1985. Derrotado ao buscar um novo mandato em 1986 em 1990, assumiu o cargo de secretário municipal da Família e do Bem-Estar Social de São Paulo em 1993, na administração de Paulo Maluf, cargo mantido até o primeiro semestre de 1997, já sob a administração Celso Pitta.